# Ariobarzanes I của Cappadocia
Ariobarzanes I, tên là Philoromaios (tiếng Hy Lạp: Ἀριοβαρζάνης Φιλορώμαιος, Ariobarzánēs Philorṓmaios, người tình của Roma), là vua của Cappadocia từ năm 95 TCN đến khoảng 63 TCN-62 TCN. Ariobarzanes I là một nhà quý tộc Cappadocia có nguồn gốc không nổi bật và là người gốc Ba Tư.
Ariobarzanes I đã được tôn lên làm vua bởi sự lựa chọn của người dân Cappadocia sau khi viện nguyên lão La Mã bác bỏ yêu cầu của Ariarathes IX của Cappadocia và được hỗ trợ bởi chấp chính quan La Mã Lucius Cornelius Sulla. Ông đã cai trị một vương quốc được coi là một chư hầu của La Mã và ông đã bị lật đổ ba lần riêng biệt bởi vua Tigranes Đại đế của Armenia trước khi được đảm bảo thực sự và mở rộng các vùng đất của mình dưới quyền tướng Pompey trong chiến tranh Mithridates lần thứ ba. Cuối cùng ông thoái vị, mà mở đường cho sự cai trị của con trai Ariobarzanes II của ông ở Cappadocia trong khoảng 63 TCN-62 TCN.
Ariobarzanes I kết hôn với một người phụ nữ Hy Lạp, người mà ông đã tôn là nữ hoàng của mình,một người phụ nữ quý tộc được gọi là Athenais Philostorgos I. Athenais Ariobarzanes I sinh cho ông hai người con, con trai độc nhất, Ariobarzanes II người kế vị ông và một con gái, Isias Philostorgos người kết hôn với vua Antiochus I Theos của Commagene.